# Louis Lübeck
Louis Theodor Lübeck (Den Haag, 14 februari 1838 – Berlijn, 8 maart 1904) was een Nederlands/Duits cellist.
Hij was zoon van musicus Johann Lübeck en Maria Wilhelmina Seiffert. Broer Ernst Lübeck werd pianist.
Hij kreeg zijn opleiding van zijn vader Johann Lübeck en aan diens Koninlijke Muziekschool en de Franse cellist Leon Jean Jacquard. Hij stond al op zeventienjarige leeftijd op het podium van Felix Meritis. Hij maakte deel uit van gerenommeerde orkesten zoals Gewandhausorchester (1863-1868) uit Leipzig, was daar ook docent aan het conservatorium van 1863 tot 1868, gaf les in Frankfurt am Main, speelde in Bilse's kapel in Berlijn en hofkapellen in Londen en Berlijn (Staatskapelle Berlin). Er zijn optredens van hem bekend met Clara Schumann en Julius Stockhausen. Hij verbleef ook enige tijd in de Verenigde Staten. Net als zijn broer Ernst werd aangeduid als pianovirtuoos omschreef men hem destijds als cellovirtuoos.
Hij zette ook een aantal werken op papier, die al begin 20e eeuw weer vergeten werden (geen der onderstaande lexicons noemt werken van hem). Albumblatt (opus 19 nr 1) werd uitgegeven door Steingräber Verlag, Leipzig. Hij zou ook twee celloconerti hebben geschreven, welke voor zover bekend nooit gepubliceerd zijn.
- Gemeinsame Normdatei: 117290572
- International Standard Name Identifier: 0000 0000 2014 2269
- Nationale Bibliotheek van Polen: a0000002494665
- Virtual International Authority File: 3244783
- WorldCat: E39PBJfcKqDbmwPWd68DvBk7HC